# Kapradina laločnatá
Kapradina laločnatá (Polystichum aculeatum) patří mezi mohutné, vytrvalé rostliny se vzpřímenými listy. Ty jsou 50 až 70 cm dlouhé, 6 až 14 cm široké, tuhé, svrchu lesklé a dvakrát zpeřeně složené. Vyrůstají ze silného plazivého oddenku a vytrvávají přes zimu. Lístečky jsou kopinatého tvaru a osinkatě zubaté, uspořádány ve spodní části listu vstřícně a v horní části střídavě. Nejspodnější horní lísteček je vždy výrazně (až dvakrát) větší než ostatní. To je velmi význačný rozlišovací znak této kapradiny. Čepel se k bázi a vrcholu postupně zužuje. Je dlouze špičatá a tmavě zelená. Řapík bývá 5 až 20 cm dlouhý a do 7 mm tlustý. Ostěra vytrvává. Výtrusové kupky jsou velké. Výtrusy dozrávají od července do září.

## Rozšíření
Kapradina laločnatá se vyskytuje zřídka. Proto je zaznamenána v Červeném seznamu C4 (vzácnější taxony vyžadující další pozornost – méně ohrožené).
Ve světě se kapradina laločnatá vyskytuje převážně v horských oblastech střední Evropy, na Kavkazu, přes Himálaj na Dálný východ. Dále ji lze nalézt v severní Africe. Někdy je tento druh však chápan za ubikvistu, tzn., že je všudypřítomný. Výskyt se tedy udává i v pohoří a v tropech.
V České republice je rozšířena značně nerovnoměrně. Roste většinou v podhorských a horských suťových a svahových lesích, převážně na skeletových, avšak humózních půdách. Je to převážně lesní druh, ale roste i na výsluní. Vyžaduje ale stále vlhko. Občas se vyskytuje i v horských vysokobylinných nivách a také na zastíněných vlhkých kamenných zídkách a skalách. Kapradina má ráda vápnité substráty. Pokud jsou ale nevápnité, tak se jim zcela nevyhýbá.
Vyskytuje se na Šumavě u Nové Pece, ve Slezsku a častěji na Moravě. Občas se pěstuje jako okrasná rostlina na zahradách. Je hojnější než Polystichum lonchitis a Polystichum braunii.